# Martinus Gerardus Warffemius
Martinus Gerardus Warffemius (Delft, 18 juni 1887 – 15 februari 1962) was een Nederlands onderwijzer, humanist en auteur.
Tijdens de Tweede Wereldoorlog was Warffemius actief in het verzet en de illegale pers. Hij was betrokken bij Paraat; weekblad voor de vakbeweging voor Delft en omstreken, waar hij redacteur was en samenwerkte met Chr. Kiesling, Johan August Lausberg,T. van der Windt en Joh. Mulder van de Firma Weltman. Warffemius overleefde de oorlog en was actief in het Humanistisch Verbond.
Martinus Gerardus Warffemius werd 74 jaar oud en gecremeerd te Velsen.